# Tillandsia neglecta
Tillandsia neglecta là một loài thuộc chi Tillandsia. Đây là loài đặc hữu của Brasil.